# Santiago Challenger 1992
Il Santiago Challenger 1992 è stato un torneo di tennis facente parte della categoria ATP Challenger Series nell'ambito dell'ATP Challenger Series 1992. Il torneo si è giocato a Santiago in Cile dal 9 al 15 marzo 1992 su campi in terra rossa.

## Vincitori

### Singolare
Marcelo Ingaramo ha battuto in finale  Sergio Cortés con il punteggio di 6–4, 6–1

### Doppio
Christer Allgårdh /  Jacco van Duyn hanno battuto in finale  Luis Lobo /  Martin Stringari con il punteggio di 4–6, 7–6, 7–5